# Gubongsan
Gubongsan är ett berg i Sydkorea.   Det ligger i provinsen Norra Jeolla, i den centrala delen av landet, 190 km söder om huvudstaden Seoul. Toppen på Gubongsan är 1 002 meter över havet, eller 147 meter över den omgivande terrängen. Bredden vid basen är 0,70 km.
Terrängen runt Gubongsan är huvudsakligen kuperad. Runt Gubongsan är det ganska glesbefolkat, med 34 invånare per kvadratkilometer. Närmaste större samhälle är Jinan-eup, 14,6 km söder om Gubongsan. I omgivningarna runt Gubongsan växer i huvudsak blandskog.